# Menelas Michel Simonidy

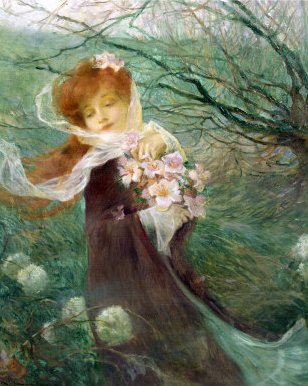
Mihail Simonidy - Winter perfume

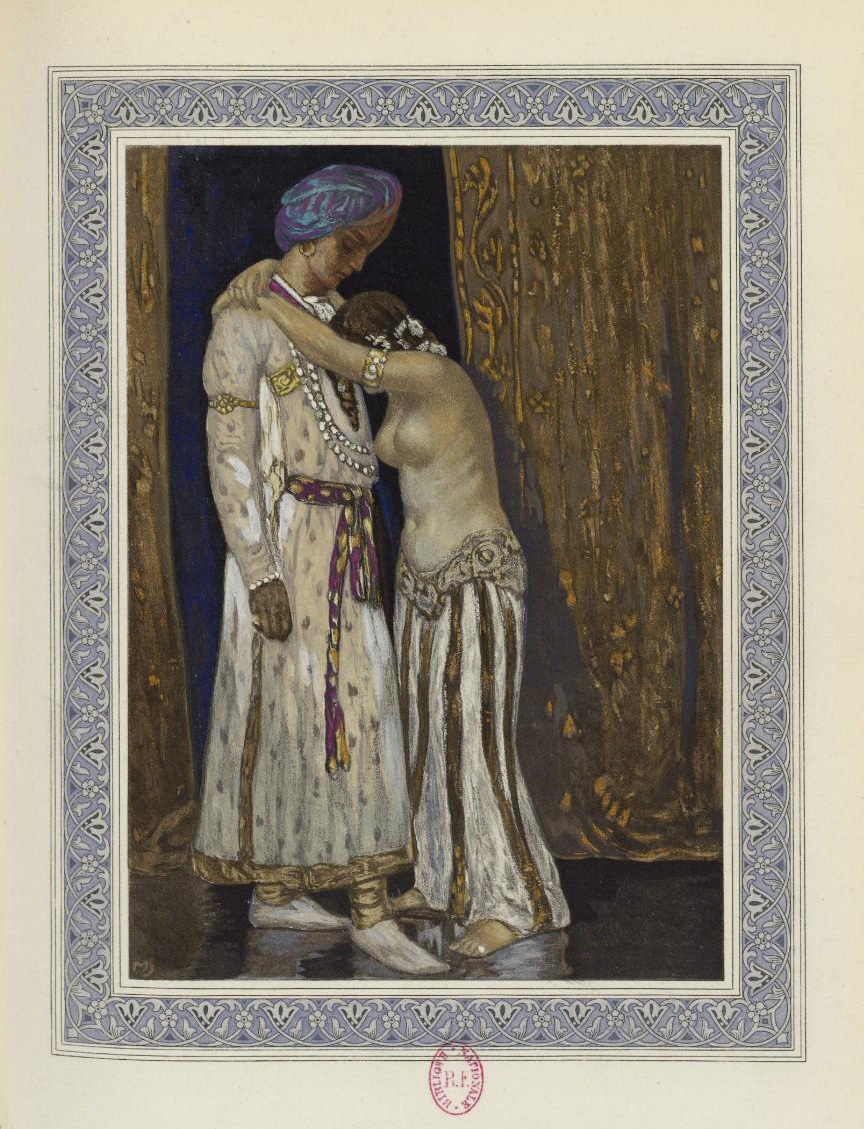
« Zal et Roudabeh ». Histoire de Minoutchehr : selon le Livre des Rois (Piazza, Paris, 1919)

Mihail Simonidi, în limba franceză Michel Simonidy (n. 1870, București; d. 1933, Paris) a fost un pictor, desenator și decorator român, reprezentant al curentului Art Nouveau.

## Viața și opera
Artistul provenea dintr-o familie de greci stabiliți în Muntenia și care a dat cărturari întemeietori de școală. S-a născut în 1870 iar numele său grecesc, Menelas, a fost transformat în forma sa românească de Mihail pentru ca, în urma stabilirii la Paris a artistului, să ia forma franțuzească care l-a consacrat, Michel.
Într-o epocă în care marile comenzi urbanistice și arhitectonice din România aveau nevoie de susținerea nu doar a inginerilor și arhitecților, ci și a artiștilor care urmau să decoreze interioarele, Simonidy a revenit în România cu intermitențe. Urmele sale plastice au fost însă durabile. Cea mai cunoscută operă plastică este legată de decorarea holului de onoare al Casei de Economii și Consemnațiuni din București, Palatul CEC de pe Calea Victoriei, operă a arhitectului francez Paul Gottereau construită între 1897 și 1900. De asemenea, plafonul sălii de consiliu al amintitei instituții cuprinde alte creații ale artistului, Fortuna împărțind binefacerile sale românilor după Războiul de Independență din 1877-1878, Steaua și Renumele. O replică de mari dimensiuni a primei lucrări din această serie a obținut medalia de argint la grandioasa Expoziție Universală de la Paris din 1900 (la care România a impresionat mai ales prin bogăția rezervelor sale de petrol).
Simonidy a cultivat o rafinată pictură simbolistă, cu înclinații spre alegorie. Lucrarea Moartea lui Mitridate a fost premiată la Paris drept una dintre lucrările valoroase ale Salonului parizian, cu subiect alegoric-romantic. Portretele regelui Carol I și al reginei Elisabeta, realizate în aceeași epocă, vegheau desfășurarea ședințelor Consiliului, iar la intrare străjuia o altă lucrare, Munca. În timpul regimului comunist, însă, portretele suveranilor au fost distruse în întregime.